# Communication non verbale
 (septembre 2023).
Améliorez-le ou discutez des points à vérifier. 
 (décembre 2016).

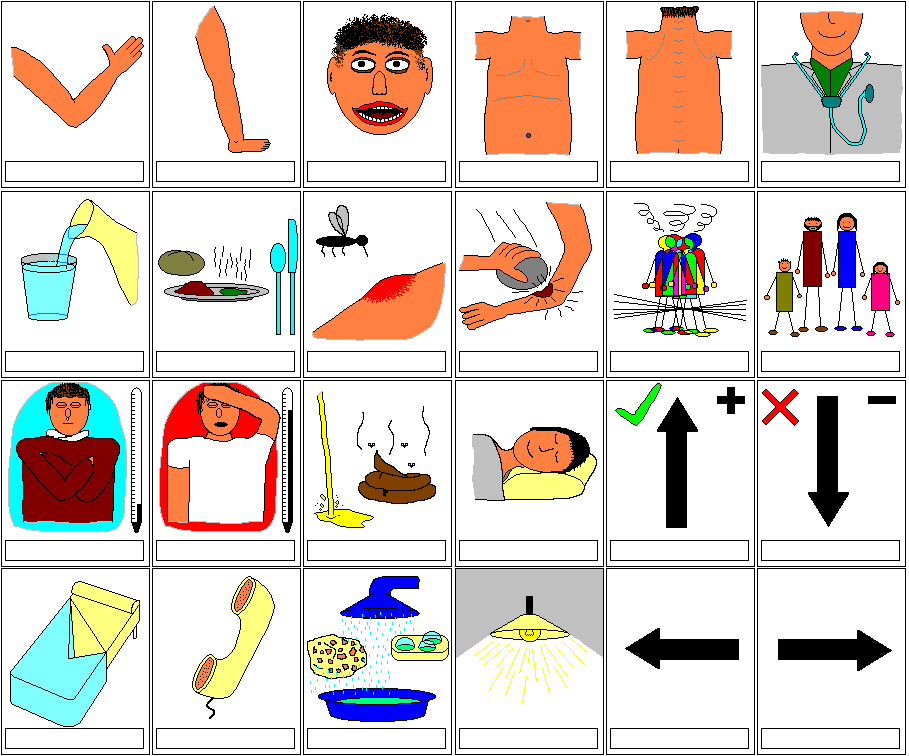
Tableau de symboles de communication non verbale de patients.

La communication non verbale (ou langage du corps) est un échange n'ayant pas recours à la parole. Elle ne repose pas sur les mots (pratiques linguistiques), mais sur plusieurs champs extralinguistiques correspondant à des signaux sociaux ou catégories fonctionnelles, objets d'études de différentes disciplines :
- la communication paraverbale (communication vocale comprenant les traits prosodiques, les onomatopées, le rire, la toux, etc., et parfois distinguée de la communication non verbale) analysée par la paralinguistique (en) ;
- les gestes (mouvements du corps, gestuelle, actions et réactions) et les expressions faciales (dont les micro-expressions) étudiés par la kinésique et la gestique ;
- le contact visuel et le rôle du regard (clin d'œil complice, regard désapprobateur ou sceptique…) analysés par l'oculésique (en)[1] ;
- le contact corporel (poignée de main, câlin, baiser…) étudié par l'haptologie (en) ;
- le rapport aux odeurs par l'olfactique ;
- la distance physique entre les individus et l'utilisation de l'espace, étudiées par la proxémique ;
- le rapport au temps par la chronémique ;
- la tenue vestimentaire ;
- la posture ;
- ainsi que d'autres signaux, conscients ou inconscients[2],[3].

La communication non verbale s'intéresse aussi à l'environnement, c'est-à-dire au lieu dans lequel les interactions se déroulent, et au contexte (culture à contexte fort ou faible), étudiés par la systémologie.
La communication non verbale relève des domaines de la psychologie et de l'éthologie. Elle bénéficie d'apports provenant de l'anthropologie, de la sociologie, de l'ethnologie et des neurosciences. Les récentes avancées technologiques dans le domaine de l'imagerie cérébrale permettent aujourd'hui de préciser des connaissances et des observations du passé[Quoi ?]. Une discipline pseudo-scientifique créée par Philippe Turchet a fait d'une des dimensions du non verbal, la synergologie, son objet d'étude.
Les interlocuteurs réagissent inconsciemment aux messages non verbaux mutuels. Ils ne se rendent pas compte qu'ils communiquent de nombreuses informations à leur insu. Un désaccord entre deux interlocuteurs peut survenir alors que le message verbal (les mots) sont pourtant positifs. La communication non verbale ajoute une dimension supplémentaire au message, pouvant parfois être en contradiction avec celui-ci. De plus, la part de non verbal que l'on peut distinguer chez notre interlocuteur peut nous informer sur lui, son humeur, son envie, sa santé, etc.[réf. nécessaire].
La langue des signes, utilisée par les sourds et les malentendants, n'est pas une transcription du langage parlé ; c'est donc un mode de communication véritable, et non un code, ni un mode de communication non verbal.

## Définition et typologie

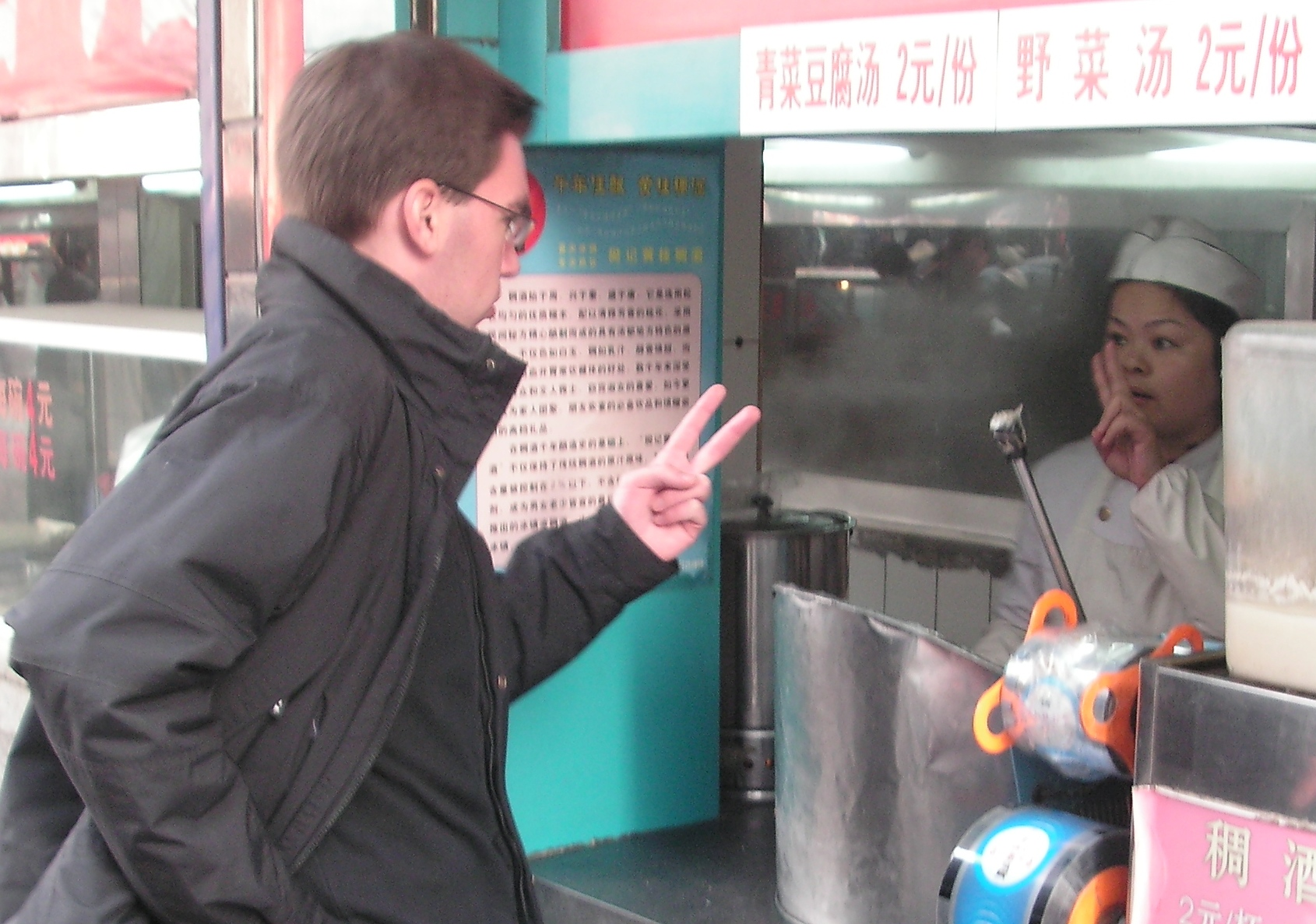
Actes volontaires de communication non verbale entre deux personnes

### Types de communication non verbale
On peut distinguer plusieurs types d'actes de communication. Il y a d'abord les actes volontaires de communication, qui sont majoritairement conscients : l'émetteur et/ou la cible réalise des actions dans un but donné. À l'inverse, on trouve les actes involontaires de communication, majoritairement inconscients : l'émetteur et/ou la cible est l'auteur d'actions ou de réactions échappant au contrôle conscient, comme les réactions à un danger ou à une situation inconfortable, pouvant impliquer des processus de type phéromonal ou hormonal. La communication peut également impliquer ou non le contact physique avec l'autre, allant des caresses aux coups. Les messages peuvent être discrets, voire quasi-subliminaux, ou ostentatoires. Certains actes de communication sont compris instantanément par les personnes présentes. Très rapide et instinctive, cette forme de communication ne nécessite pas la connaissance d'un code de signes commun ou d'une culture partagée ; par exemple, un hochement de tête de gauche à droite n'a pas la même signification en France qu'en Inde, où il signifie l'approbation. Enfin, il existe des actes de communication agissant sur le territoire personnel : se rapprocher très près de son interlocuteur et réduire sa zone de sécurité permet à une personne d'imposer une pression à sa cible par sa seule présence, sans devoir utiliser les mots. Le système de perception de la cible réagit instantanément, provoquant des actes involontaires de communication.
Les panneaux de signalisation routiers, les tatouages, piercings, le maquillage, les vêtements, etc. peuvent également faire partie de la communication non verbale, pour autant qu'ils respectent le principe de base : l'abstraction totale de signes verbaux.

### Fonctions
Selon le professeur en psychologie Miles Patterson, la communication non verbale remplit plusieurs fonctions : véhiculer les sentiments, régulariser les conversations, exprimer l'intimité, la volonté de contrôle. Ce type de communication sert de support à la communication verbale.

### Influence de la communication non verbale à l'issue d'un procès
La communication non verbale peut influencer l’issue d’un procès, surtout quand celle-ci est utilisée incorrectement. En effet, la communication non verbale est considérée comme un élément qui détermine la crédibilité de témoins ainsi qu’un élément qui détermine l’issue de procès : « la recherche scientifique sur la détection du mensonge suggère que le premier facteur déterminant qu’un individu soit qualifié de sincère ou de malhonnête est la crédibilité de l’individu » (Denault, 2019). En 1985, Edward Imwinkelried, juriste, était d’avis que le comportement des témoins détermine l’issue d’un grand pourcentage de procès et que la littérature juridique moderne sur la communication non verbale devrait être comblée à ce sujet. En 1990, Olin Guy Wellborn III, un expert en droit de la preuve, se positionnait sur l’observation du comportement non verbal d’un témoin lors d’un procès afin de mieux évaluer la crédibilité de celui-ci. Cependant, Jeremy Blumenthal, un professeur de droit, était d’avis que « juger de la crédibilité d’une personne par son comportement, son attitude ou sa conduite extérieure — promeut de mauvais jugements et nuit grandement au processus de recherche de la vérité » (Denault, 2015). Aussi, certaines organisations et professionnels de la sécurité et de la justice peuvent se tourner vers des programmes, des méthodes et des approches qui ne représentent pas la science. Pour quelqu’un qui n’est pas habitué au processus de révision par les pairs, cela peut s’avérer complexe étant donné qu’il peut être induit en erreur notamment par des concepts douteux.
Il s’agit d’un problème majeur si les professionnels de la sécurité et de la justice utilisent des notions sur la communication non verbale n’ayant fait l’objet d’aucune révision par les pairs, car les conséquences sont suffisamment importantes pour remettre en question la responsabilité des professionnels de la justice. Par ailleurs, il est fort probable que celui-ci risquerait d’émettre des décisions qui pourraient être fausses, ou encore qui pourraient nuire à la vie ou à la liberté d’individus. En effet, chaque avocat ou membre du Barreau du Québec doit suivre une formation afin d’améliorer l’exercice de sa fonction en tant que professionnel de la justice et de la sécurité. Ces formations font promotion de la synergologie, alors qu’elles « véhiculent des notions n’ayant pas plus de fondements scientifiques que celle utilisées lors d’ordalies au Moyen Âge plutôt que de promouvoir des connaissances validées et reconnues scientifiquement » (Denault, 2015). Les professionnels de la justice qui sont peu familiers avec le domaine de la communication non verbale s’exposent à de fausses croyances. L’utilisation de la synergologie pourrait fausser le résultat des procès et des décisions importantes prises par des professionnels dans des postes de confiance ou d’autorité, comme un juge qui utiliserait des concepts de la synergologie n’ayant cependant aucune base scientifique. L’attention que l’on accorde au comportement non verbal des témoins peut affecter la liberté ou la condamnation d’accusés dans un contexte juridique, mais également dans plusieurs autres contextes. Ainsi, la communication non verbale peut influencer l’issue d’un procès lorsque celle-ci n’est pas utilisé adéquatement.

### Influence de la communication non verbale dans les entretiens d'embauche
Sans nul doute que l’effet de la communication non verbale dans le cadre d'entretien d’embauche fait l’objet de plusieurs mythes. Même si analyser des signes non verbaux de façon systématique peut sembler improbable, les intervieweurs demeurent influencés par des éléments de communication non verbale. En effet, il a été remarqué que le style vestimentaire chez les femmes peut influencer la décision de sélection pour des postes de direction lorsque les femmes portent des vêtements étant considérés comme plus masculins. Dans cette même étude, les femmes portant des vêtements considérés comme masculins étaient régulièrement considérées comme plus énergiques, indépendantes et dynamiques. De même, les produits cosmétiques ont tendance à avoir un impact sur des indicateurs relatifs à la féminité. Dans le cadre d'entretien d’embauche, l’utilisation de cosmétique va donc avoir un impact dans les emplois qui sont considérés comme genrés. Effectivement, pour des emplois considérés comme genrés tels que réceptionniste, l’utilisation de cosmétiques tend à avoir un effet négatif sur la perception de performance potentielle, alors que pour des emplois non genrés comme comptable, l’utilisation de cosmétiques tend à n’avoir aucun effet sur cette même perception. Finalement, des signaux non verbaux traditionnels comme le contact visuel, le sourire, la posture, la distance interpersonnelle et l’orientation corporelle peuvent influencer la perception d’employabilité. En effet, dans leurs études, les individus ayant une meilleure communication non verbale étaient perçus et décrits comme plus chaleureux et enthousiastes. De plus, les individus avec une meilleure communication non verbale avaient plus de chance d’être embauchés et avaient plus de chance d’être considérés comme plus performants, qualifiés, appréciés, désirables, motivés et compétents.

## Catégories de communication non verbale

### Moyens de communications non verbaux
L'Humain dispose d'une large panoplie de moyens de communication non verbaux :
- chez l'être humain, à titre d'exemples : manifestations du corps (plus ou moins discrètes ou ostentatoires) : attitudes corporelles, regards, sourire, clin d'œil, hochement ou signe de tête ou de la main, haussement d'épaule, tremblement, contraction, rougeur, larmes, pleurs ou rires, hoquets, gestes emblématiques (ayant une signification particulière dans une culture), etc. ;
- plus spécifiquement, la création artistique permet l'expression et/ou l'appropriation d'émotions et de concepts difficilement exprimables par le langage. La peinture, la musique (et le chant non verbal), la danse, les arts martiaux ou encore la sculpture sont des modes de communication non verbale (mais le plus souvent volontaires) ;
- certains plans et notices de montage sont prévus pour pouvoir être utilisés par des gens de toutes origines ethniques et/ou illettrés.
- certains panneaux de signalisation routiers de même (pour autant qu'ils respectent le principe de l'abstraction totale, c'est-à-dire d'absence de signes verbaux ou les traduisant par écrit) ;
- le tatouage, le piercing, et d'autres artifices de maquillage, coiffure, etc. ;
- les costumes et plus généralement les vêtements, éventuellement détournés de leurs fonctions habituelles sont aussi des moyens de communication non verbaux ;
- le naturisme peut aussi être considéré comme une forme d'expression non verbale par l'attitude du corps et sa présentation sous l'angle de la nudité. Il permet d'appréhender l'état d'esprit de la personne le pratiquant et par là même d'en dégager des conclusions (proche de la nature, tolérance) ;
- l'utilisation des technologies est un élément de la communication non verbale car l'utilisateur utilise des codes pour remplacer le verbal, par exemple l'utilisation d'émoticônes pour remplacer les mots[12].

### Cinq catégories de gestes selon la classification d'Ekman et Friesen
Plusieurs terminologies permettent de catégoriser et de classer les gestes. Selon la classification la plus courante de Paul Ekman et Richard Friesen (1969), la communication non verbale se divise en cinq catégories de gestes. Ces chercheurs distinguent quatre types de gestes des bras et des mains (emblèmes, illustrateurs, régulateurs et adaptateurs) et une catégorie d'expressions du visage (manifestations d'affect). Les emblèmes (gestes emblématiques ou symboliques) ont une transcription verbale (une définition du dictionnaire, consistant généralement en un mot ou deux, ou bien une phrase). Ils sont assimilés majoritairement par les personnes d'une même culture (ex. : saluer de la main, acquiescer de la tête, V de la victoire…). Les illustrateurs se réfèrent aux mouvements des mains qui accompagnent ce que le locuteur dit (ex. : écarter les bras pour indiquer la taille d’un objet, énumérer une liste en comptant sur les doigts…) et se décomposent en six classes ou sous-catégories : bâtons marquant les temps morts, l'accent ou l'emphase d'un mot particulier ou d'une phrase, idéographes montrant un chemin ou une direction, déictiques pointant un objet présent, marqueurs spatiaux décrivant des relations topologiques, kinétographes dépeignant une action physique, pictographes dessinant en l'air une image de son référent. Les régulateurs font référence aux gestes qui agissent en tant que modérateur des interactions (ex. : signe de tête académique, inflexion prosodique ou posturale), et « indiquent à l'orateur de continuer, de répéter, d'élaborer, d'accélérer, d'être plus intéressant ». Les adaptateurs, gestes spontanés ou réflexes, satisfont des besoins personnels (régulation de processus émotifs et cognitifs) et se décomposent en trois sous-catégories : les auto-adaptateurs (self-adaptators) par lesquels l'orateur se touche soi-même, les hétéro-adaptateurs (alter-adaptators) par lesquels il touche les autres, et les objets-adaptateurs (object-adaptators) par lesquels il touche des objets (ex. : geste d'auto-contact, replacer ses lunettes…). Les manifestations d'affect correspondent à des expressions faciales d'émotions (mimiques faciales telles que le plissement du front ou le froncement des sourcils…).

## Théories de la communication non verbale

### Rappel historique
L'art de communiquer par l'image de soi remonte à l'Antiquité.
Dans la tradition gréco-romaine, la rhétorique est l'art de convaincre une assemblée populaire ou le sénat.
L'orateur apprend à se présenter sous son meilleur jour pour persuader l'auditoire. Cette partie de l'art oratoire porte le nom d'action (actio). C'est aussi important que la connaissance du droit, la culture générale, la mémoire et la diction pour faire un avocat, un général, un magistrat de la république, et réussir dans la politique.
À l'âge classique, les collèges religieux enseignent l'art de parler en public, pour former des prédicateurs. L'art de persuader comprend l'art de parler agréablement (l'élocution), mais aussi l'art de se présenter au public (maîtrise des gestes et composition de l'attitude).
À l'époque moderne, on doit à Darwin la première étude anthropologique sur le rôle des émotions dans la communication humaine (et animale) dans son livre L'Expression des émotions chez l'homme et les animaux (1872). Darwin ouvre la voie à l'éthologie (science du comportement) qui se développe au XXe siècle, notamment aux États-Unis.

### École de Chicago et interactionnisme symbolique
L’interactionnisme symbolique est la théorie de l’école de Chicago et de la sociologie américaine. Ses représentants principaux sont Ernest Burgess, Everett Hughes et Herbert Blumer. Il repose sur le principe suivant : les êtres humains agissent à l’égard des choses en fonction du sens qu'ils attribuent à ces choses. Or, le sens est le fruit des interactions sociales.

### Ray Birdwhistell et la kinésique
En 1952, Ray Birdwhistell invente le concept de kinésique pour décoder les gestes. Il propose la notion de « kinème » (geste minimum, ou « unité pertinente de mouvement ») sur le modèle des phonèmes en linguistique. Birdwhistell reconnaît plus tard les limites de cette méthode[réf. souhaitée].
Son idée est toutefois reprise avec succès par Gregory Bateson et l'École de Palo Alto, puis par la programmation neuro-linguistique (PNL) — une méthode de développement personnel — dans les années 1970. L'idée est aujourd'hui encore exploitée dans la pratique du profilage gestuel appelée « synergologie » (une pseudoscience du non verbal). Des études récentes ont invalidé la PNL, notamment dans la détection du mensonge. L'orientation du regard en haut à droite n'est donc pas à considérer comme une indication qu'une personne se remémore un souvenir ou se place en situation de création,. Il en est de même concernant la synergologie qui a été invalidée pour déceler le mensonge (notamment la théorie dite des « faux-non »).
Élève de Ray Birdwhistell, Erving Goffman travaille sur la présentation de soi à travers la tenue vestimentaire, les attitudes, l'élocution, les mimiques, etc. Il insiste sur l'interaction des signes émis de part et d'autre dans le dialogue,. Pour lui, néanmoins, parler du vêtement comme d'un langage serait abusif : « contrairement au langage, le vêtement n'est pas génératif ».

### École de Palo Alto
Au début des années 1950, l'École de Palo Alto en Californie est fondée par Gregory Bateson, Donald D. Jackson, John Weakland, Jay Haley, Richard Fisch, William Fry et Paul Watzlawick. Cette école considère que la communication repose sur des interlocuteurs qui réagissent les uns sur les autres.
Elle distingue deux types de communication :
1. la communication digitale (analytique, logique, et précise). Elle explique et interprète : elle utilise les codes verbaux[32] ;
2. la communication analogique, c'est-à-dire affective, plus floue, utilise des symboles : c'est une communication comprise de tous. Cette communication-là est essentiellement non verbale[33].

Gregory Bateson développe en effet la théorie de la « double contrainte » pour montrer que l’on peut parfaitement envoyer simultanément deux messages contradictoires. Le langage du corps peut parfaitement amplifier le sens des mots prononcés, mais il peut également le contredire, brouiller ainsi le message, et provoquer la gêne, ou pire, le désaveu du public.

### Études de Mehrabian sur l'impact relatif des messages verbaux et non verbaux
Les études menées par le professeur Albert Mehrabian et rapportées dans deux articles en 1967, ont établi la « règle des trois V », soit un ratio de 7 % (communication verbale) – 38 % (communication vocale) – 55 % (communication visuelle) : dans la transmission d'un message verbal, le sens des mots ne compterait que pour 7 %, alors que le ton et la voix compteraient pour 38 %, et surtout, l'impression visuelle compterait pour 55 % dans l'interprétation de ce qui est dit. 93 % de la communication serait ainsi non verbale. Des études plus récentes ont critiqué les extrapolations qui ont été faites à partir de ces deux études, rappelant notamment que les expériences de Mehrabian confrontaient seulement la communication d'émotions positives avec celle d'émotions négatives, que ce psychologue regrettait leur généralisation abusive à l'ensemble de la communication humaine, et que le mythe de la suprématie du langage non verbal sur le langage verbal, basé sur le chiffre de 93 %, s'est propagé dans des livres sur la communication, des méthodes et des arguments de vente de développement personnel (coaching, formation en leadership et prise de parole, programmation neuro-linguistique, synergologie…) et d'identité d'entreprise (en),,.
La remise en cause des chiffres de Mehrabian n'enlève rien à l'impact important du comportement non verbal qui reste difficile à évaluer de manière précise, car il varie selon de nombreux facteurs : la personne émettrice et réceptrice du message, la nature de ce message (fait, émotion, opinion, propagande, sentiment…), le contexte,, etc.

### Travaux de Paul Ekman
Les travaux du psychologue américain Paul Ekman ont permis de montrer que l'expression de sept émotions primaires universelles sur le visage n'est pas déterminée par la culture mais par la biologie. Il s'agit de l'approche théorique dite de la Basic Emotion Theory (BET).
En 1972, Ekman détermine six émotions primaires universelles (colère, dégoût, joie, peur, tristesse, surprise). Il pense aussi démontrer le lien entre les émotions primaires et les micro-expressions du visage (ces dernières ayant été découvertes par hasard en 1966 par les psychologues Haggard et Isaacs). Au début des années 1990, il ajoute une 7e émotion primaire universelle aux 6 précédentes : le mépris. Ces émotions primaires ont toute une signature distincte et précise dans le système nerveux autonome. Chaque émotion provoque une activation musculaire spécifique.
Début 1990, ses travaux le conduisent à répertorier d'autres émotions plus difficiles à identifier sur le visage : les émotions secondaires. Elles sont souvent produites par la combinaison de signaux appartenant aux émotions primaires. Les émotions secondaires sont l'amusement, le plaisir des sens, le contentement, le soulagement, la fierté, l'embarras, la satisfaction, l'excitation, la haine, la culpabilité, la honte.
Selon Paul Ekman, faisant appel à un système neurologique complexe, les micro-expressions sont des réactions nerveuses inconscientes, incontrôlables et très rapides. Elles durent moins de 1/2 seconde (et jusqu'à 1/25e de seconde au plus rapide). Elles peuvent être exploitées pour détecter le mensonge, ainsi que pour prévenir et identifier les risques terroristes ou sécuritaires,. Il est toutefois apparu que les micro-expressions ne sont pas pertinentes pour déceler les mensonges, et aucune preuve n'existe quant à l'efficacité des micro-expressions pour déceler les terroristes. Ces applications sont donc à proscrire.
D'autres chercheurs poursuivent les travaux dans la lignée de Paul Ekman, dont David Mastumoto (en) et Mark G. Frank.
Toutefois, l'approche évolutionniste de la Basic Emotion Theory fut remise en question au profit de la Behavioral Ecology View (BEV) d'Alan Fridlund.

### Edward Twitchell Hall et laproxémique
Edward T. Hall avance le concept de proxémique (distances spatiales entre les locuteurs) et il réfléchit sur l'usage du silence dans une conversation.
Le contexte donne son sens à un propos. C'est dans ce sens qu'il faut comprendre la phrase de Bateson « tout comportement est communication », ou encore « on ne peut pas ne pas communiquer » : un individu replié sur lui-même et muet, inaccessible aux sollicitations, communique par sa posture son refus de communiquer. Ceci est du ressort de la communication interpersonnelle.
L'analyse de la communication non verbale peut éclairer des énigmes, telles certaines dissonances cognitives ; quand les yeux disent « oui » et que la bouche dit « non » ou quand le geste dément la parole et que le ton disqualifie le texte, ce qui paraît paradoxal dans les paradoxes et double contrainte qui sont des thèmes d'une approche écosystémique. La chorégraphie d’un ballet est de la « kinésique » avant la lettre[incompréhensible].

### Aspects psychologiques

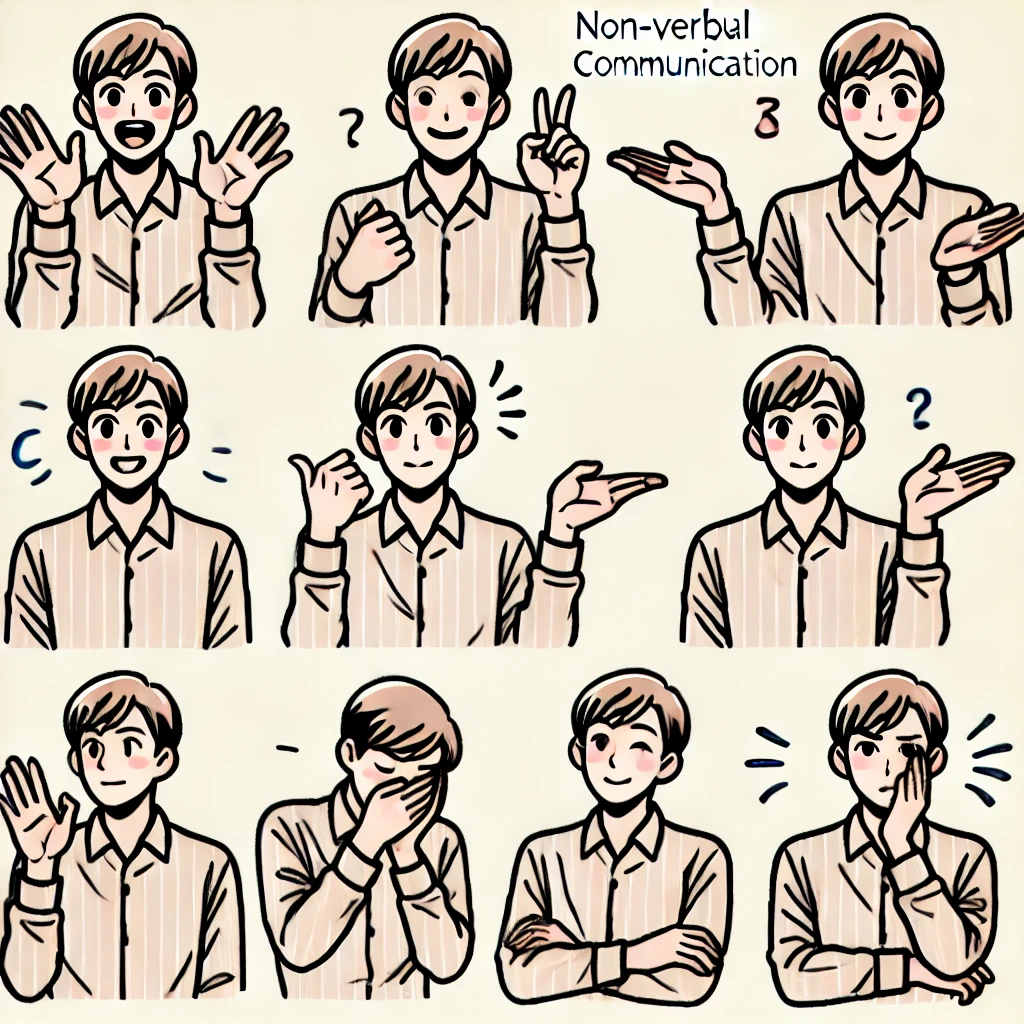
Dix gestes langagiers en anglais.

Le langage non verbal joue un rôle essentiel dans la communication humaine, puisque celui-ci facilite la transmission et la réception d'émotions souvent inconscientes. Les micro-expressions, identifiées par le psychologue Paul Ekman, en sont un exemple marquant. Ces manifestations involontaires et brèves d'émotions, qui durent moins d'une seconde, sont particulièrement significatives dans des situations où l'authenticité est cruciale, comme lors d’entretiens d’embauche ou d’interrogatoires. La capacité à déchiffrer ces micro-expressions permet de révéler des émotions profondes, surtout lorsque le message verbal semble contradictoire.
Les biais cognitifs influencent la perception et l'interprétation des signaux non verbaux. L'effet de halo en est un exemple notable, où un geste ou une expression positive amène à percevoir l'ensemble d'une personne sous un jour favorable. Ce biais agit comme un filtre inconscient à travers lequel les comportements futurs sont interprétés. Ces biais cognitifs, bien que souvent discrets, peuvent profondément affecter la façon dont nous percevons les autres et influencer nos interactions sociales.
La dissonance cognitive joue aussi un rôle important lorsqu'il y a un décalage entre ce que quelqu'un dit et ce que ses gestes révèlent. Par exemple, une personne affirmant être détendue tout en présentant des signes de nervosité, tels que des tremblements ou des gestes rapides, peut susciter le doute quant à sa sincérité. En effet, cette dissonance peut nuire à la perception de la crédibilité et provoquer un malaise, affectant ainsi la qualité de la communication.
Un autre élément qui illustre l'interconnexion entre la psychologie et la perception dans le langage non verbal est les postures de pouvoir, étudiées par Amy Cuddy (en), montrent l'influence de la posture sur la perception de soi et des autres. L'adoption de postures ouvertes et expansives est liée à une hausse du niveau de testostérone, ce qui renforce le sentiment de puissance tout en réduisant le taux de cortisol, l'hormone du stress. Ces postures ne modifient pas seulement l'image perçue par autrui, mais elles augmentent également la confiance en soi.
La régulation émotionnelle par le langage corporel est un aspect souvent sous-estimé. Des gestes tels qu'une respiration profonde ou l'adoption d'une posture détendue aident à réduire le stress et à projeter un sentiment de calme. Cette maîtrise peut être particulièrement bénéfique lors de présentations ou de débats, car une posture assurée peut influencer positivement l'auditoire et renforcer l'image de contrôle.

## Quelques principes selon l'approche de Paul Ekman
Selon Paul Ekman :
- les illustrations sont des gestes que les gens font consciemment ou inconsciemment. Ces gestes apparaissent quand ils communiquent ensemble. Ils sont en relation avec le discours, souvent pour accentuer ce qu'ils disent. Ils servent aussi à influencer l'autre personne[42] ;
- les fuites comportementales ou fuites non verbales sont des manifestations visibles d'émotions ressenties par la personne. Elles apparaissent sur le visage sous la forme d'expressions. Elles sont aussi visibles par des gestes involontaires se produisant à divers endroits du corps. Quand deux personnes communiquent ensemble, l'une peut essayer de tromper l'autre. Elle peut simplement avoir envie de montrer d'autres émotions que celles qu'elle ressent réellement. Dans ce cas, il est possible que certains gestes, ou certaines expressions, trahissent les émotions qu'elle ressent vraiment (ex. : un faux sourire peut servir à cacher une détresse, toute autre émotion négative. À l'inverse, il est possible qu'elle ait envie de montrer de la tristesse alors qu'elle est heureuse : l'émotion ressentie est la joie). Une partie de sa communication pourrait alors être en décalage avec ce qu'elle a envie de montrer. Cela peut durer un bref instant, mais néanmoins une ou plusieurs fuites comportementales ont trahi[47]. Après de nombreuses études faites sur le sujet, cette théorie n'est plus d'actualité car il est prouvé qu'il n'existe pas de comportements communs à chaque personne[48] ;
- les manipulations (ou manipulatoires) sont des contacts produits inconsciemment par une personne avec un objet ou une partie du corps. Ils apparaissent notamment dans des situations stressantes. Une variation de l'intensité est généralement en lien avec une variation du stress et de la force des émotions ressenties[49].

## Expérience

### Reconnaissance des langues étrangères
Une expérimentation concluante a été faite sur les deux niveaux de la communication (verbale et non verbale) :
Le maire de New York City, Fiorello Henry LaGuardia (1882-1947), parlait les langues les plus utilisées dans sa ville, en plus de l'anglais : l’allemand, l’espagnol, le français, l’italien et le yiddish. On a passé le film de ses harangues dans différentes langues, en coupant le son, à un auditoire composé des représentants de ces communautés respectives. Chaque groupe a reconnu infailliblement à chaque fois la langue utilisée par le maire, à la seule projection des images, sans la bande-son.
Il paraît alors démontré qu'à chaque langue soit associé un langage corporel, c'est-à-dire des gestes, des mimiques, des postures caractéristiques de cet idiome.

### Bilan
Les travaux de Paul Ekman (1934) et de E. T. Hall (1914-2009) ont inspiré beaucoup de chercheurs (voir la bibliographie). La concurrence moderne et le règne de l'image avec la télévision dans tous les foyers obligent à montrer la personne qui parle sous un jour favorable, sous une apparence qui lui concilie l'auditoire, et incite ce dernier à voter ou à acheter.
La façon dont on présente le produit vaut plus que les idées, sans pour autant qu'il soit indifférent de couper le son, parce que le ton, l'intonation, le timbre de la voix font partie de ce que les Anciens appelaient l'action (dans le vocabulaire de la rhétorique), et que nous appelons langage du corps.
Le poids du visuel sur la foule (les images, accompagnées ou non de musique) amène donc à s'interroger sur l'impact des gestes, des couleurs, des mimiques, des rythmes, etc., qu'il s'agisse de vendre une voiture ou d'assurer une victoire électorale.
Les études récentes sont une aide précieuse pour les conseillers des hommes politiques, et pour réussir une campagne publicitaire.
Le besoin que ressent tout citoyen responsable et tout consommateur raisonnable de s'informer avant de choisir l'amène donc à décoder la part silencieuse des messages qui lui sont adressés.
Les techniques d'analyse comportementale sont de plus en plus utilisées par les entreprises pour améliorer leurs recrutements ou leurs négociations.

## Vocabulaire associé
- En sémiotique, on étudie le langage par le signe, verbal ou non, humain ou non. On le retrouve avec Charles Sanders Peirce et la théorie générale des signes, annonciatrice d'un langage dans la communication animale, de l’abeille (Karl von Frisch) au zèbre.
- En linguistique, on étudie les mots parlés et écrits de la langue dans la communication humaine. Il n'y a pas, à l'origine, d'ouverture au langage non verbal.
- En sociologie, et plus particulièrement dans l'interactionnisme symbolique (courant développé par l'École de Chicago), on emploie, pour qualifier les modes de communication non verbale, le terme de métalangage.

Une césure est parfois faite, notamment dans l'étude des logiques neurologiques, entre les images du langage qui sont des représentations directes que l'on peut dire « analogiques », et les mots de la langue qui sont des représentations dites « numérique ». On situe (en moyenne sur une population) le langage par l'image majoritairement dans le cerveau droit, alors que l'utilisation des mots fait intervenir l'aire du langage situé dans 95 % des cas dans le cerveau gauche.
Le mot comme média serait, selon la distinction originelle de Ferdinand de Saussure, une convention arbitraire pour le rendre intelligible (le mot « table » ne représente pas une table : le code utilisé pour représenter la table est arbitraire, on peut penser aussi aux langues de programmation informatique).
L'origine arbitraire de ce support est largement remise en question, et si Freud relevait une représentation de mot en plus de la représentation de chose, Lacan ira encore plus loin dans les définitions de signifiant (le support) et de signifié (le message), en focalisant sur le sens que porte le signifiant lui-même. (Par rapport à l'exemple du mot « table », Lacan était dans l'étude du sens induit par les sonorités, les homonymes, etc.)

## Pseudosciences du non verbal
Plusieurs disciplines proposent des grilles de lecture du comportement humain. Construites hors des sentiers académiques et de la science, ces pseudo-disciplines sont très populaires auprès du grand public car les notions qu'elles propagent sont à la fois faciles à comprendre et directement applicables.

### Programmation neuro-linguistique (PNL)
La Programmation neuro-linguistique compte parmi les pseudosciences. Elle se définit selon ses concepteurs comme « l’étude de la réalité subjective de l'individu ». Elle consiste à reprogrammer le cerveau afin d'y ajouter de nouveaux potentiels. Elle ne repose sur aucune base scientifique et n'offre aucun résultat avéré ou démontrable,,,,,,,,,,,,,,,. Elle est régulièrement signalée comme dangereuse par la Mission interministérielle de vigilance et de lutte contre les dérives sectaires dans ses rapports. Son absence est permanente dans les bases de données scientifiques sur la médecine fondée sur les faits (Evidence-Based Medicine). Elle est à rapprocher du culte du cargo avec la « reproduction de la gestuelle des gens de talent ». Plusieurs concepts de la PNL en lien avec la communication non verbale posent des problèmes de scientificité. Il en est ainsi, par exemple, de la grille de lecture des mouvements oculaires (mouvements des yeux en PNL, grille de lecture dite VAKOG),.

### Synergologie
Il existe quelques critiques ayant remis en cause les fondements scientifiques de la synergologie, et identifiant celle-ci plus près de la pseudo-science,,,,,. Bien qu'en 2013 le créateur de la synergologie ait publié un article dans une revue académique, certains biais ont été mis en évidence, jetant alors le doute sur la validation des connaissances en synergologie. Lorsqu'un concept a été testé expérimentalement, aucun effet probant n'a été obtenu (la théorie des « faux-non »). Toutefois, il est important de mentionner que cette théorie n'est plus enseignée dans le parcours académique synergologique. La synergologie n’est pas reconnue comme une science, car elle ne passe pas le « test du fondement fiable ». L'objectif principal de la synergologie est de décrypter le fonctionnement de l’esprit humain à travers le langage corporel. Il n'existe malheureusement pas de signe pathognomonique du mensonge et de multiples paramètres doivent être pris en compte : qualité du contact verbal et physique, modification du rythme du discours, perturbation ou hypercontrôle des émotions. De plus, certains actes non verbaux peuvent aussi avoir des différences de signification. Par exemple, une culture ou un contexte différent comme la perception du message de l'individu ou encore la personnalité font que les individus ne sont précisément pas des robots. La synergologie comprend aussi les micro-expressions qui peuvent permettre de comprendre dans quel état se trouve l'interlocuteur. Il semblerait que les micro-expressions n’ont aucun fondement scientifique à leurs actifs : Porter & ten Brinke (2008) ont mené la première et seule expérience publiée portant sur la relation entre la micro-expression et la tromperie. De plus, ces micro-mouvements et expressions peuvent être liés à bien d’autres choses. Il n’est pas pertinent de dire que produire des micro-mouvements peut montrer des contradictions internes. La synergologie n’est donc basée sur aucune preuve plausible, et jusqu'à preuve du contraire, semble manquer de rigueur scientifique.
Les chercheurs s'accordent : la synergologie ne remplit aucun critère de la démarche scientifique. Aucun protocole rigoureux, aucune publication en revue peer-reviewed, aucune reproductibilité des gestes supposés universels. Par exemple, l'AFIS dit : « il n’est pas pertinent de dire que produire des micro-mouvements peut montrer des contradictions internes. La synergologie n’est donc basée sur aucune preuve plausible… » La synergologie est une pseudoscience déguisée en discipline sérieuse. Le livre Arrêtez de décoder ! de Pascal Lardellier la disqualifie sur le plan méthodologique, épistémologique et éthique.